# 청주 KB 스타즈
청주 KB 스타즈 WPBT(Cheongju KB Stars Women's Pro Basketball Team)는 대한민국 충청북도 청주시에 있는 농구 선수단이다. 국민은행이 운영하는 여자 프로 농구단이며, 1963년에 창단되었다. 청주시를 연고로 하고 한국여자프로농구에 참가하고 있다.

## 역사
1963년에 '국민은행 여자농구단'이란 이름으로 창단되었으며, 구단은 당시 실업농구대회인 농구대잔치에 참가하였다. 1997년에 한국여자농구연맹의 출범으로 구단은 프로화를 거쳤으며, 1998년부터 프로농구대회인 한국여자프로농구에 참가하고 있다. 프로화 이후 2011년 초까지는 성남시, 천안시에서 활동하면서 2002년 겨울리그 및 2006년 여름리그에서 한국여자프로농구 정규리그 우승을 차지했다. 구단은 2011년 1월 12일 청주시와 연고지 협약을 맺어 동년 2월 20일부터 청주체육관을 홈 경기장으로 사용하고 있다. 2011년 10월 4일에는 구단의 새로운 공식명칭을 '청주 KB 스타즈'로 확정하였다.
청주 KB 스타즈는 2018-2019 WKBL 정규리그에서 우승하여 구단 역사상 세 번째 WKBL 정규리그 우승을 차지했다. 2019년 3월 21일부터 3월 25일까지 열린 WKBL 챔피언 결정전에서는 용인 삼성생명 블루밍스을 상대로 스윕승을 거두며 구단의 첫 번째 WKBL 타이틀(V1)을 통합 우승으로 장식하였다. 구단의 센터로 뛰었던 박지수는 WKBL 역사상 6번째로 단일 시즌에 WKBL 정규리그 MVP와 WKBL 챔피언 결정전 MVP를 모두 석권하였으며, 최연소 WKBL 챔피언 결정전 MVP 수상자로 기록되었다.

## 연혁

### 실업농구단으로 창단 (1963~1998)
- 1963년 5월: 국민은행 여자농구단 창단
- 1984-85년: 농구대잔치 우승
- 1986-87년: 농구대잔치 준우승
- 1989-90년: 농구대잔치 우승[11]
- 1990-91년: 농구대잔치 준우승
- 1991-92년: 농구대잔치 준우승
- 1993-94년: 농구대잔치 정규리그 및 플레이오프 우승
- 1995-96년: 농구대잔치 정규리그 우승
- 1996-97년: 농구대잔치 정규리그 우승 및 플레이오프 준우승

### 프로농구단으로 전환 (1998~2001)

#### 프로화 초창기
- 1988년 8월: 라피도배 1998 여름리그 정규리그 5위
- 1998년 12월: 연습 체육관 및 숙소 이전 (부천 한국화장품)
- 1999년 2월: 한빛은행배 1999 겨울리그 정규리그 3위
- 1999년 8월: 한빛은행배 1999 여름리그 정규리그 4위
- 2000년 1월: 한빛은행배 2000 겨울리그 정규리그 5위
- 2000년 7월: 바이코리아 2000 여름리그 정규리그 4위

#### 세이버스 시절
- 2000년 12월: 국민은행 세이버스 여자농구단으로 팀명 변경
- 2001년 2월: 삼성생명 비추미배 2001 겨울리그 정규리그 5위
- 2001년 5월: 연고지를 경기도 성남시로 확정
- 2001년 8월: 신세계·이마트배 2001 여름리그 정규리그 5위
- 2001년 12월: 충청남도 천안시로 연고지 이전, 연습 체육관 및 숙소 이전 (천안 연수원)
- 2002년 2월 20일: 2002 겨울 한국여자프로농구 정규리그 우승 (vs. 인천 금호생명 팰컨스, 94–76)
- 2002년 3월 13일: 2002 겨울 WKBL 챔피언결정전 준우승 (vs. 광주 신세계 쿨캣, 2승 3패)
- 2002년 12월: KB 세이버스 여자프로농구단으로 구단명 변경
- 2004년 4월: 2004 겨울 한국여자프로농구 정규리그 준우승
- 2005년 3월: 2005 겨울 한국여자프로농구 정규리그 4위
- 2005년 9월: 2005 여름 한국여자프로농구 정규리그 준우승
- 2006년 2월: 2006 겨울 한국여자프로농구 정규리그 5위
- 2006년 7월 5일: 2006 여름 한국여자프로농구 정규리그 우승 (vs. 구리 금호생명 팰컨스, 74–61)
- 2006년 7월 27일: 2006 여름 WKBL 챔피언결정전 준우승 (vs. 용인 삼성생명 비추미, 2승 3패)
- 2008년 3월: 2007-2008 한국여자프로농구 정규리그 4위
- 2010년 3월: 2009-2010 한국여자프로농구 정규리그 3위

### 청주 시대의 개막 (2011~2016)

#### 정덕화 체제
- 2011년 2월: 충청북도 청주시로 연고지 이전
- 2011년 10월: KB 스타즈 여자프로농구단으로 구단명 변경
- 2012년 3월: 2011-2012 한국여자프로농구 정규리그 3위
- 2012년 3월 30일: 2012 WKBL 챔피언결정전 준우승 (vs. 안산 신한은행 에스버드, 3패)
- 2013년 2월: 2012-2013 한국여자프로농구 정규리그 4위

#### 서동철체제
- 2014년 3월: 2013-2014 한국여자프로농구 정규리그 3위
- 2015년 3월: 2014-2015 한국여자프로농구 정규리그 3위
- 2015년 3월 27일: 2015 WKBL 챔피언결정전 준우승 (vs. 춘천 우리은행 한새, 1승 3패)
- 2015년 7월: 2015 박신자컵 서머리그 준우승
- 2015년 10월 28일: KB스타즈 '챔피언스 파크' 개관
- 2016년 2월: 2015-2016 한국여자프로농구 정규리그 3위

### 청주왕조의 서막 (2016~현재)

#### 안덕수체제
- 2016년 7월 17일: 2016 박신자컵 서머리그 우승 (vs. 구리 KDB생명 위너스, 58–51)
- 2016년 10월 30일: 변연하 선수 은퇴식 (10번 영구 결번)
- 2017년 3월: 2016-2017 한국여자프로농구 정규리그 3위
- 2017년 8월: 2017 박신자컵 서머리그 준우승
- 2018년 3월: 2017-2018 한국여자프로농구 정규리그 준우승
- 2018년 3월 21일: 2018 WKBL 챔피언결정전 준우승 (vs. 아산 우리은행 위비, 3패)
- 2018년 8월: 2018 박신자컵 서머리그 준우승
- 2019년 3월 3일: 2018-2019 한국여자프로농구 정규리그 우승 (vs. 부천 KEB하나은행, 71–65)
- 2019년 3월 25일: 2019 WKBL 챔피언결정전 우승 (vs. 용인 삼성생명 블루밍스, 3승)
- 2020년 3월: 2019-2020 한국여자프로농구 정규리그 준우승 (코로나19로 인한 리그 종료 및 포스트시즌 미개최)
- 2021년 2월: 2020-2021 한국여자프로농구 정규리그 준우승
- 2021년 3월 15일: 2021 WKBL 챔피언결정전 준우승 (vs. 용인 삼성생명 블루밍스, 2승 3패)

#### 김완수체제
- 2021년 7월 16일: 2021 박신자컵 서머리그 우승 (vs. 부천 하나원큐, 71–66)
- 2022년 1월 22일: 2021-2022 한국여자프로농구 정규리그 우승 (vs. 용인 삼성생명 블루밍스, 75–69)

## 역대 시즌
| 시즌      | 프리시즌 | 정규시즌 | 정규시즌 | 정규시즌 | 정규시즌 | 정규시즌 | 포스트시즌                                     | 포스트시즌                                     | 포스트시즌                                     | 포스트시즌                                     | 감독          |
| 시즌      | 대회결과 | 경기수   | 승       | 패       | 승률     | 시즌순위 | 준플레이오프                                   | 플레이오프                                     | 챔피언결정전                                   | 최종순위                                       | 감독          |
| --------- | -------- | -------- | -------- | -------- | -------- | -------- | ---------------------------------------------- | ---------------------------------------------- | ---------------------------------------------- | ---------------------------------------------- | ------------- |
| 1998 여름 | 미창설   | 8        | 1        | 7        | 0.125    | 5위      | -                                              | -                                              | -                                              | -                                              | 정해일        |
| 1999 겨울 | 미창설   | 5        | 3        | 2        | 0.600    | 3위      | -                                              | -                                              | -                                              | -                                              | 정해일        |
| 1999 여름 | 미창설   | 15       | 6        | 9        | 0.400    | 3위      | -                                              | -                                              | -                                              | -                                              | 정해일        |
| 2000 겨울 | 미창설   | 8        | 1        | 7        | 0.125    | 5위      | -                                              | -                                              | -                                              | -                                              | 정해일        |
| 2000 여름 | 미창설   | 20       | 10       | 10       | 0.500    | 4위      | 미시행                                         | 패패                                           | -                                              | 4위                                            | 정해일        |
| 2001 겨울 | 미창설   | 10       | 3        | 7        | 0.300    | 5위      | -                                              | -                                              | -                                              | -                                              | 박광호        |
| 2001 여름 | 미창설   | 25       | 10       | 15       | 0.400    | 5위      | -                                              | -                                              | -                                              | -                                              | 박광호        |
| 2002 겨울 | 미창설   | 25       | 16       | 9        | 0.640    | 1위      | 미시행                                         | 승승                                           | 승패패승패                                     | 준우승                                         | 박광호        |
| 2002 여름 | 미창설   | 15       | 5        | 10       | 0.333    | 5위      | -                                              | -                                              | -                                              | -                                              | 박광호        |
| 2003 겨울 | 미창설   | 20       | 8        | 12       | 0.400    | 5위      | -                                              | -                                              | -                                              | -                                              | 정태균        |
| 2003 여름 | 미창설   | 20       | 9        | 11       | 0.450    | 5위      | -                                              | -                                              | -                                              | -                                              | 정태균        |
| 2004 겨울 | 미창설   | 20       | 12       | 8        | 0.600    | 2위      | 미시행                                         | 패승패                                         | -                                              | 3위                                            | 정태균        |
| 2005 겨울 | 미창설   | 20       | 10       | 10       | 0.500    | 4위      | 미시행                                         | 승패패                                         | -                                              | 4위                                            | 이문규        |
| 2005 여름 | 미창설   | 20       | 12       | 8        | 0.600    | 2위      | 미시행                                         | 패승패                                         | -                                              | 3위                                            | 이문규        |
| 2006 겨울 | 미창설   | 20       | 8        | 12       | 0.400    | 5위      | -                                              | -                                              | -                                              | -                                              | 이문규        |
| 2006 여름 | 미창설   | 15       | 10       | 5        | 0.667    | 1위      | 미시행                                         | 패승승                                         | 패패승승패                                     | 준우승                                         | 최병식        |
| 2007 겨울 | 미창설   | 20       | 5        | 15       | 0.250    | 5위      | -                                              | -                                              | -                                              | -                                              | 최병식        |
| 2007-08   | 미창설   | 35       | 11       | 24       | 0.314    | 4위      | 미시행                                         | 패패패                                         | -                                              | 4위                                            | 최병식        |
| 2008-09   | 미창설   | 40       | 11       | 29       | 0.275    | 5위      | -                                              | -                                              | -                                              | -                                              | 조성원 정덕화 |
| 2009-10   | 미창설   | 40       | 21       | 19       | 0.525    | 3위      | 미시행                                         | 패패패                                         | -                                              | 3위                                            | 정덕화        |
| 2010-11   | 미창설   | 35       | 12       | 23       | 0.343    | 5위      | -                                              | -                                              | -                                              | -                                              | 정덕화        |
| 2011-12   | 미창설   | 40       | 23       | 17       | 0.575    | 3위      | 미시행                                         | 승승패승                                       | 패패패                                         | 준우승                                         | 정덕화        |
| 2012-13   | 미창설   | 35       | 14       | 21       | 0.400    | 4위      | 패패                                           | -                                              | -                                              | 4위                                            | 정덕화        |
| 2013-14   | 미창설   | 35       | 20       | 15       | 0.571    | 3위      | 미시행                                         | 패패                                           | -                                              | 3위                                            | 서동철        |
| 2014-15   | 미창설   | 35       | 20       | 15       | 0.571    | 3위      | 미시행                                         | 승승                                           | 승패패패                                       | 준우승                                         | 서동철        |
| 2015-16   | 준우승   | 35       | 19       | 16       | 0.543    | 3위      | 미시행                                         | 부전승                                         | 부전패                                         | 준우승                                         | 서동철        |
| 2016-17   | 우승     | 35       | 14       | 21       | 0.400    | 3위      | 미시행                                         | 패패                                           | -                                              | 3위                                            | 안덕수        |
| 2017-18   | 준우승   | 35       | 27       | 8        | 0.771    | 2위      | 미시행                                         | 승패승                                         | 패패패                                         | 준우승                                         | 안덕수        |
| 2018-19   | 준우승   | 35       | 28       | 7        | 0.800    | 1위      | 미시행                                         | 부전승                                         | 승승승                                         | 우승                                           | 안덕수        |
| 2019-20   | 3위      | 28       | 20       | 8        | 0.714    | 2위      | 코로나19로 인한 리그 종료 및 포스트시즌 미개최 | 코로나19로 인한 리그 종료 및 포스트시즌 미개최 | 코로나19로 인한 리그 종료 및 포스트시즌 미개최 | 코로나19로 인한 리그 종료 및 포스트시즌 미개최 | 안덕수        |
| 2020-21   | 4위      | 30       | 21       | 9        | 0.700    | 2위      | 미시행                                         | 승승                                           | 패패승승패                                     | 준우승                                         | 안덕수        |
| 2021-22   | 우승     | 30       | 25       | 5        | 0.833    | 1위      | 미시행                                         | 승승                                           | 승승승                                         | 우승                                           | 김완수        |
| 2022-23   | 3위      | 30       | 10       | 20       | 0.333    | 5위      | -                                              | -                                              | -                                              | -                                              | 김완수        |

## 우승 기록

### 프로농구단 시대 (1998~현재)
- WKBL 챔피언결정전

● 우승 (2): 2018-19, 2021-22
● 준우승 (7): 2002 겨울, 2006 여름, 2011-12, 2014-15, 2017-18, 2020-21, 2023-24
- 한국여자프로농구 정규리그

● 우승 (5): 2002 겨울, 2006 여름, 2018-19, 2021-22, 2023-24
● 준우승 (5): 2004 겨울, 2005 여름, 2017-18, 2019-20, 2020-21
- 박신자컵 서머리그

● 우승 (2): 2016, 2021
● 준우승 (3): 2015, 2017, 2018

### 실업농구단 시대 (1963~1998)
- 농구대잔치

● 우승 (3): 1984-85, 1989-90, 1993-94
● 준우승 (4): 1986-87, 1990-91, 1991-92, 1996-97

## 역대 감독
| 순번     | 이름   | 재임 기간       |
| -------- | ------ | --------------- |
| 초대     | 김정수 | 1971년 ~ 1974년 |
| 제2대    | 임영보 | 1979년 ~ 1985년 |
| 제3대    | 진가일 | 1986년 ~ 1988년 |
| 제4대    | 김태환 | 1988년 ~ 1998년 |
| 제5대    | 정해일 | 1998년 ~ 2000년 |
| 제6대    | 박광호 | 2000년 ~ 2002년 |
| 제7대    | 정태균 | 2002년 ~ 2004년 |
| 제8대    | 이문규 | 2004년 ~ 2006년 |
| 제9대    | 최병식 | 2006년 ~ 2008년 |
| 제10대   | 조성원 | 2008년          |
| 제11대   | 정덕화 | 2009년 ~ 2013년 |
| 감독대행 | 구병두 | 2013년          |
| 제12대   | 서동철 | 2013년 ~ 2016년 |
| 제13대   | 안덕수 | 2016년 ~ 2021년 |
| 제14대   | 김완수 | 2021년 ~        |

## 참고 문헌
- “스포츠지원포털 등록 현황”. 대한체육회.
- “한국여자프로농구 히스토리”. 한국여자농구연맹.